# Tour de l'Algarve
Le Tour de l'Algarve à vélo (la Volta ao Algarve em Bicicleta, en portugais) est une course cycliste masculine à étapes se disputant en Algarve (Portugal).
Considérée comme la deuxième épreuve cycliste du pays après le Tour du Portugal, elle intègre en 2020 l'UCI ProSeries, deuxième niveau du cyclisme international.

## Palmarès
| Année   | Vainqueur              | Deuxième               | Troisième            |
| ------- | ---------------------- | ---------------------- | -------------------- |
| 1936    | J. Fernandes (pt)      | Cabrita Mealha         | I. Rodrigues         |
| 1937-46 | Non disputés ?         | Non disputés ?         | Non disputés ?       |
| 1947    | Paulo Serafim          | José Batista           | Manuel Palmeira      |
| 1948    | ( ?) Eduardo Nicolau ? | ?                      | ?                    |
| 1949-59 | Non disputés ?         | Non disputés ?         | Non disputés ?       |
| 1960    | José Manuel Marques    | [Lequel ?](à préciser) | [Qui ?] (à préciser) |
| 1961    | António Pisco          | José Manuel Marques    | Vitor Tenazinho      |
| 1962-76 | Non disputés           | Non disputés           | Non disputés         |
| 1977    | Belmiro Silva (pt)     | Adelino Teixeira       | João Marta           |
| 1978    | Joaquim Andrade        | Fernando Mendes        | Adelino Teixeira     |
| 1979    | Firmino Bernardino     | Joaquim Andrade        | Adelino Teixeira     |
| 1980    | Firmino Bernardino     | Luís Vargues           | A. Ruas (de)         |
| 1981    | Belmiro Silva (pt)     | Luís Vargues           | Adelino Teixeira     |
| 1982    | Alexandre Ruas (de)    | F. Fernandes (de)      | Marco Chagas         |
| 1983    | Adelino Teixeira       | Belmiro Silva (pt)     | Eduardo Correia      |
| 1984    | Belmiro Silva (pt)     | B. Ferreira (en)       | Manuel Cunha         |
| 1985    | Eduardo Correia        | Marco Chagas           | Belmiro Silva (pt)   |
| 1986    | Manuel Cunha           | Marco Chagas           | António Pinto        |
| 1987    | Manuel Cunha           | António Pinto          | Joaquim Salgado      |
| 1988    | Joaquim Gomes          | Marco Chagas           | Joaquim Salgado      |
| 1989    | F. Carvalho (pt)       | Marco Chagas           | Manuel Zeferino      |
| 1990    | F. Carvalho (pt)       | Delmino Pereira        | Manuel Cunha         |
| 1991    | J. A. Andrade          | Joaquim Gomes          | Manuel Correia       |
| 1992    | Joaquim Gomes          | Abreu Campos (ca)      | Dariusz Bigos (pl)   |
| 1993    | Cássio Freitas         | F. Carvalho (pt)       | Juan C. Martín (es)  |
| 1994    | Vitor Gamito           | Cândido Barbosa        | Federico Muñoz       |
| 1995    | Cássio Freitas         | Remigius Lupeikis      | J. A. Andrade        |
| 1996    | Alberto Amaral         | Jesús Blanco Villar    | Sérgio Rodrigues     |
| 1997    | Cândido Barbosa        | Cássio Freitas         | Luís M. Sarreira     |
| 1998    | Tomáš Konečný          | Grischa Niermann       | José Luis Rebollo    |
| 1999    | Melchor Mauri          | Cândido Barbosa        | David Plaza          |
| 2000    | Alex Zülle             | José Azevedo           | Andrei Zintchenko    |
| 2001    | Andrea Ferrigato       | José Azevedo           | Melchor Mauri        |
| 2002    | Cândido Barbosa        | Alex Zülle             | George Hincapie      |
| 2003    | Claus Michael Møller   | Víctor Hugo Peña       | Pedro Cardoso        |
| 2004    | Floyd Landis           | Víctor Hugo Peña       | Pedro Cardoso        |
| 2005    | Hugo Sabido            | Stuart O'Grady         | José Luis Rubiera    |
| 2006    | João Cabreira          | Gert Steegmans         | Robert Gesink        |
| 2007    | Alessandro Petacchi    | René Haselbacher       | Tomas Vaitkus        |
| 2008    | Stijn Devolder         | Sylvain Chavanel       | Tomas Vaitkus        |
| 2009    | Alberto Contador       | Sylvain Chavanel       | Rubén Plaza          |
| 2010    | Alberto Contador       | Luis León Sánchez      | Tiago Machado        |
| 2011    | Tony Martin            | Tejay van Garderen     | Lieuwe Westra        |
| 2012    | Richie Porte           | Tony Martin            | Bradley Wiggins      |
| 2013    | Tony Martin            | Michał Kwiatkowski     | Lieuwe Westra        |
| 2014    | Michał Kwiatkowski     | Alberto Contador       | Rui Costa            |
| 2015    | Geraint Thomas         | Michał Kwiatkowski     | Tiago Machado        |
| 2016    | Geraint Thomas         | Ion Izagirre           | Alberto Contador     |
| 2017    | Primož Roglič          | Michał Kwiatkowski     | Tony Gallopin        |
| 2018    | Michał Kwiatkowski     | Geraint Thomas         | T. van Garderen      |
| 2019    | Tadej Pogačar          | S. K. Andersen         | Wout Poels           |
| 2020    | Remco Evenepoel        | M. Schachmann          | Miguel Á. López      |
| 2021    | João Rodrigues         | Ethan Hayter           | Kasper Asgreen       |
| 2022    | Remco Evenepoel        | Brandon McNulty        | Daniel Martínez      |
| 2023    | Daniel Martínez        | Filippo Ganna          | Ilan Van Wilder      |
| 2024    | Remco Evenepoel        | Daniel Martínez        | Jan Tratnik          |
| 2025    | Jonas Vingegaard       | João Almeida           | Laurens De Plus      |

## Les principaux records
Nombre décroissant de victoires par coureur en première place du classement général :
- 3 victoires, par :
  -  Belmiro Silva (pt), en 1977, 1981 et 1984 ;
  -  Remco Evenepoel, en 2020, 2022 et 2024.
- 2 victoires par :
  -  Firmino Bernardino (1979 et 1980) ;
  -  Manuel Cunha (1986 et 1987) ;
  -  Joaquim Gomes (1988 et 1992) ;
  -  Fernando Carvalho (pt) (1989 et 1990) ;
  -  Cássio Freitas (1993 et 1995) ;
  -  Cândido Barbosa (1997 et 2002 ;
  -  Alberto Contador (2009 et 2010) ;
  -  Tony Martin (2011 et 2013) ;
  -  Michał Kwiatkowski (2014 et 2018) ;
  -  Geraint Thomas (2015 et 2016).

Coureurs ayant fini le plus souvent à la deuxième place :
- quatre fois,  Marco Chagas, en 1985, 1986, 1988, et 1989 ;
- trois fois chacun :
  -  Adelino Teixeira (1977, 1978, et 1981) ;
  -  Michał Kwiatkowski (2013, 2015 et 2017) ;
- deux fois :
  -  Cândido Barbosa (1994 et 1999) ;
  -  José Azevedo (2000 et 2001) ;
  -  Víctor Hugo Peña (2003 et 2004) ;
  -  Sylvain Chavanel (2008 et 2009).

Victoires par pays :
- 25 par le  Portugal ;
- 4 :  Belgique ;
- 3 :  Espagne ;
- 2 :  Allemagne,  Brésil ,  Danemark,  Italie,  Pologne,  Royaume-Uni,  Slovénie ;
- 1 :  Tchéquie ;  Suisse ;  États-Unis ;  Australie ;  Colombie.

Meilleurs grimpeurs :
- 3 fois,  Gonçalo Amorim (en) (1993, 1997, et 2004) ;
- 2 fois chacun :  António (Alberto Domingues) Fernandes (1981 et 1988) ;  Youri Sourkov (1995 et 1999) ;  Pedro Cardoso (1998 et 2002).

Meilleurs au classement par points :
- 5 fois,  Cândido Barbosa (1994, 1997, 1999, 2002 et 2004) ;
- 3 fois chacun :  Alexandre Ruas (de) (1979, 1980, et 1987) ;  Pedro Silva[Lequel ?] (1988, 1990 et 1991) ;
- 2 fois :  Luís Teixeira (de) et 1982) ;  Carlos Marta (en) (1992 et 1995) ;  Ángel Edo (2000 et 2003).

Victoires d’étapes sur un même Tour : les 6, par Cândido Barbosa (), sur toutes les étapes du Tour de 1997.